# Oabius tabiphilus
Oabius tabiphilus är en mångfotingart som beskrevs av Chamberlin 1916. Oabius tabiphilus ingår i släktet Oabius och familjen stenkrypare. Inga underarter finns listade i Catalogue of Life.